# Planet Aerospace
Planet Aerospace war ein Print-Magazin und eine Internet-Webseite, das Berichte und Reportagen über Produkte und Programme in Gegenwart und Geschichte des europäischen Luft- und Raumfahrtkonzerns EADS (Vorläufer des heutigen Airbus-Konzerns) dokumentierte. Es erschien erstmals mit EADS-Gründung im Jahr 2000 und wurde 2008 eingestellt.

## Allgemeines
Das Konzept dieses Kundenmagazins der EADS war es, die komplexe Branche der Luftfahrt- und Verteidigungstechnik einem breiten Publikum näher zu bringen. Neben dem Versand an Entscheidungsträger der Branche war das Magazin in Belgien, Deutschland, den Niederlanden, Frankreich, Spanien und dem Vereinigten Königreich auch am Kiosk oder im freien Abonnement erhältlich. Die redaktionellen Inhalte kamen aus dem Umfeld der EADS, wurde aber von einer externen Redaktion bearbeitet. Herausgeber im gesamten Erscheinungszeitraum 2000–2008 war Manfred Knappe, Chefredakteur 2000–2002 Gilles Patri, 2003–2004 James Sarazin, 2005–2008 Alexis von Croy. Das Konzept war, technische Themen in populärer Magazin-Darstellung umzusetzen. Vorgänger waren das Kundenmagazin „Revue Aérospatiale“ des französischen Luftfahrtkonzerns Aérospatiale sowie das Magazin „AeroSpace“ der Dasa (Deutsche Aerospace; DaimlerBenz Aerospace; zuletzt: DaimlerChrysler Aerospace). Das grafische Konzept wurde, ausgehend vom Dasa-Magazin „AeroSpace“, federführend von Eduard Prenzel und dessen Agentur „Agency Group AG“ (AG AG) weiterentwickelt.
Als besonderen Service bot das Magazin interessierten Lesern in regelmäßigen Abständen auch Videomagazine zum Kauf an, zum Beispiel mit Beiträgen von den drei großen Luft- und Raumfahrtmessen in Berlin, Farnborough und Le Bourget.
Das Magazin „Planet Aerospace“ erschien vierteljährlich in vier parallelen Sprachausgaben (Deutsch; Englisch; Französisch; Spanisch) in einer Gesamtauflage von zuletzt rund 80.000 Exemplaren. Auftragnehmer war 2000–2004 der Résidence-Verlag mit Sitz in Möhnesee, 2005–2008 der Münchner  GeraMond Verlag; Sitz der Redaktion war München und Paris.

## Leserschaft
Einer Analyse der Leserschaft im Jahr 2006 zufolge entfielen 32,4 Prozent der Versand-Auflage auf Service- und Zuliefererbetriebe des europäischen Luft- und Raumfahrtkonzerns EADS, 18,5 Prozent auf Kunden und Einkäufer der europäischen Luft- und Raumfahrtindustrie, 16,3 Prozent auf Manager von EADS sowie 12,3 Prozent auf CEOs verschiedenster Firmen. Einkaufsverantwortliche und Militärentscheider machen 6,6 Prozent aus. Vorstände und Geschäftsführer aller weltweit wichtigen Fluggesellschaften stellten 5,6 Prozent der Leserschaft, Regierungsmitglieder 4,7 Prozent 3,7 Prozent entfielen auf das Management und die Geschäftsführer der weltweiten Flughäfen.